# Нова-Эсперанса-ду-Пирия

Нова-Эсперанса-ду-Пирия на карте штата.

Нова-Эсперанса-ду-Пирия (порт. Nova Esperança do Piriá) — муниципалитет в Бразилии, входит в штат Пара. Составная часть мезорегиона Северо-восток штата Пара. Входит в экономико-статистический микрорегион Гуама. Население составляет 20 158 человек на 2010 год. Занимает площадь 2809,319 км². Плотность населения — 7,18 чел./км².

## Демография
Согласно сведениям, собранным в ходе переписи 2010 г. Национальным институтом географии и статистики (IBGE), население муниципалитета составляет:
| Полное население                               | Полное население                               | Полное население                               | Полное население                               | 20 158 |
| ---------------------------------------------- | ---------------------------------------------- | ---------------------------------------------- | ---------------------------------------------- | ------ |
| в том числе:                                   | Городское население                            | 7964                                           | Процент городского населения, %                | 39,51  |
|                                                | Сельское население                             | 12 194                                         | Процент сельского населения, %                 | 60,49  |
|                                                | Мужское население                              | 10 643                                         | Процент мужского населения, %                  | 52,80  |
|                                                | Женское население                              | 9515                                           | Процент женского населения, %                  | 47,20  |
| Плотность населения, чел/км²                   | Плотность населения, чел/км²                   | Плотность населения, чел/км²                   | Плотность населения, чел/км²                   | 7,18   |
| Население муниципалитета в % к населению штата | Население муниципалитета в % к населению штата | Население муниципалитета в % к населению штата | Население муниципалитета в % к населению штата | 0,27   |

По данным оценки 2015 года население муниципалитета составляет 20 663 жителя.

## Статистика
- Валовой внутренний продукт на 2003 год составляет 30 496 884,00 реалов (данные: Бразильский институт географии и статистики).
- Валовой внутренний продукт на душу населения на 2003 год составляет 1281,76 реалов (данные: Бразильский институт географии и статистики).
- Индекс развития человеческого потенциала на 2000 год составляет 0,598 (данные: Программа развития ООН).

## Важнейшие населенные пункты
| № | Населённый пункт        | Населённый пункт (порт.) | Категория | Население чел. (2010) | На карте                       |
| - | ----------------------- | ------------------------ | --------- | --------------------- | ------------------------------ |
| 1 | Нова-Эсперанса-ду-Пирия | Nova Esperança do Piriá  | город     | 7964                  | 2°16′10″ ю. ш. 46°58′06″ з. д. |
| 2 | Нову-Оризонти           | Novo Horizonte           | поселок   | 2209                  | 2°21′38″ ю. ш. 47°03′58″ з. д. |
| 3 | Сидапар                 | Cidapar 2 Parte          | поселок   | 373                   | 2°16′56″ ю. ш. 46°58′01″ з. д. |
| 4 | Палестина               | Palestina                | поселок   | 303                   | 2°28′54″ ю. ш. 46°59′59″ з. д. |